# Conservatorio Umberto Giordano
Il conservatorio Umberto Giordano (inizialmente Scuola d'archi "Umberto Giordano") è un istituto superiore di studi musicali fondato a Foggia nel 1914, intitolato al compositore Umberto Giordano.

## Storia
L'istituto divenne liceo musicale in seguito al primo conflitto mondiale, ma fu distrutto dai bombardamenti del 1943. Ricostruito nel 1945, proseguì la sua attività in autonomia fino alla statalizzazione avvenuta con legge n. 663 del 1977. Nel 1980 aprì una sede distaccata a Rodi Garganico, nel 2007 è stata assegnata la nuova sede dotata di un auditorium e distribuita su quattro livelli.

## Struttura
Il conservatorio è articolato nei seguenti dipartimenti:
- Canto e teatro musicale
- Didattica
- Musica d'insieme
- Nuove tecnologie e linguaggi musicali
- Ricerca musicale
- Strumenti ad arco e a corda
- Strumenti a fiato
- Strumenti a tastiera e percussione
- Teoria, analisi, composizione e direzione